# Parasolnik (roślina)
Parasolnik (Diphylleia) – rodzaj bylin z rodziny berberysowatych (Berberidaceae). Obejmuje 3 gatunki. D. grayi rośnie w Japonii, D. sinensis w chińskiej prowincji Junnan, a D. cymosa w Paśmie Błękitnym w Stanach Zjednoczonych. Gatunek północnoamerykański jest rośliną ozdobną sadzoną na terenach parkowych, gatunki azjatyckie są delikatniejsze i rzadziej uprawiane.

## Morfologia

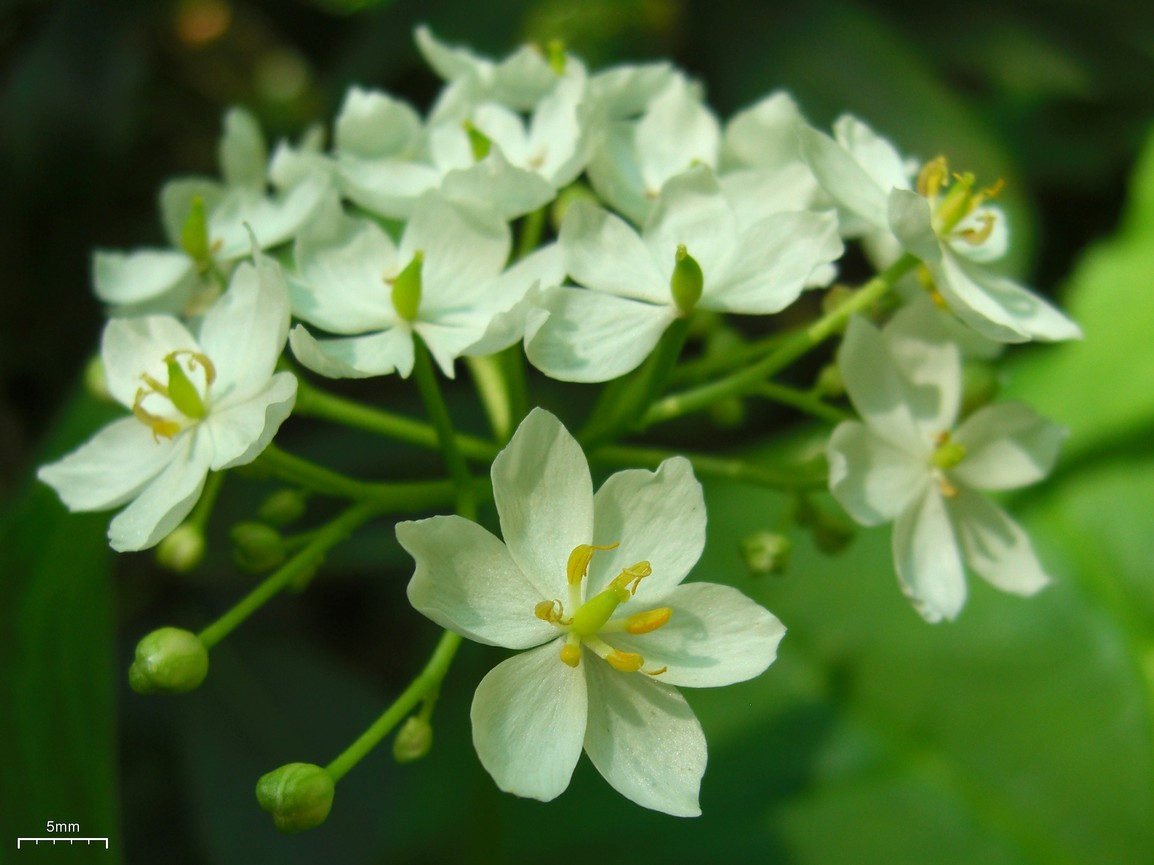
Kwiatostan Diphylleia cymosa

PokrójByliny o pędzie osiągającym 1 m wysokości, wyrastającym z tęgiego kłącza, z którego wyrastają też grube korzenie.
LiścieDwa okazałe skrętoległe i ogonkowe. Liście dłoniasto podzielone, tylko u D. grayi liść łodygowy jest tarczowaty, na brzegu ostro klapowany. Liście mniej lub bardziej pokryte są włoskami jednokomórkowymi.
KwiatyLiczne (do 70), skupione w baldachowatym kwiatostanie. Okwiat 3-krotny, o średnicy 2 cm. Jasnozielonych lub białych działek kielicha jest 6 (dwa okółki), ale szybko odpadają. Białych płatków jest 6 i tyle samo jest także pręcików. Słupek pojedynczy z górną zalążnią jednokomorową, krótką szyjką i spłaszczonym znamieniem.
OwoceCiemnoniebieskie jagody z 1 lub 2 czerwonymi nasionami.

## Systematyka
Pozycja systematyczna według APweb
Rodzaj należy do podrodziny Podophylloideae, rodziny berberysowatych (Berberidaceae) zaliczanej do jaskrowców (Ranunculales).
Gatunki
- Diphylleia cymosa Michx. – parasolnik wierzchotkowaty
- Diphylleia grayi F.Schmidt
- Diphylleia sinensis H.L.Li